# Waterhüsken

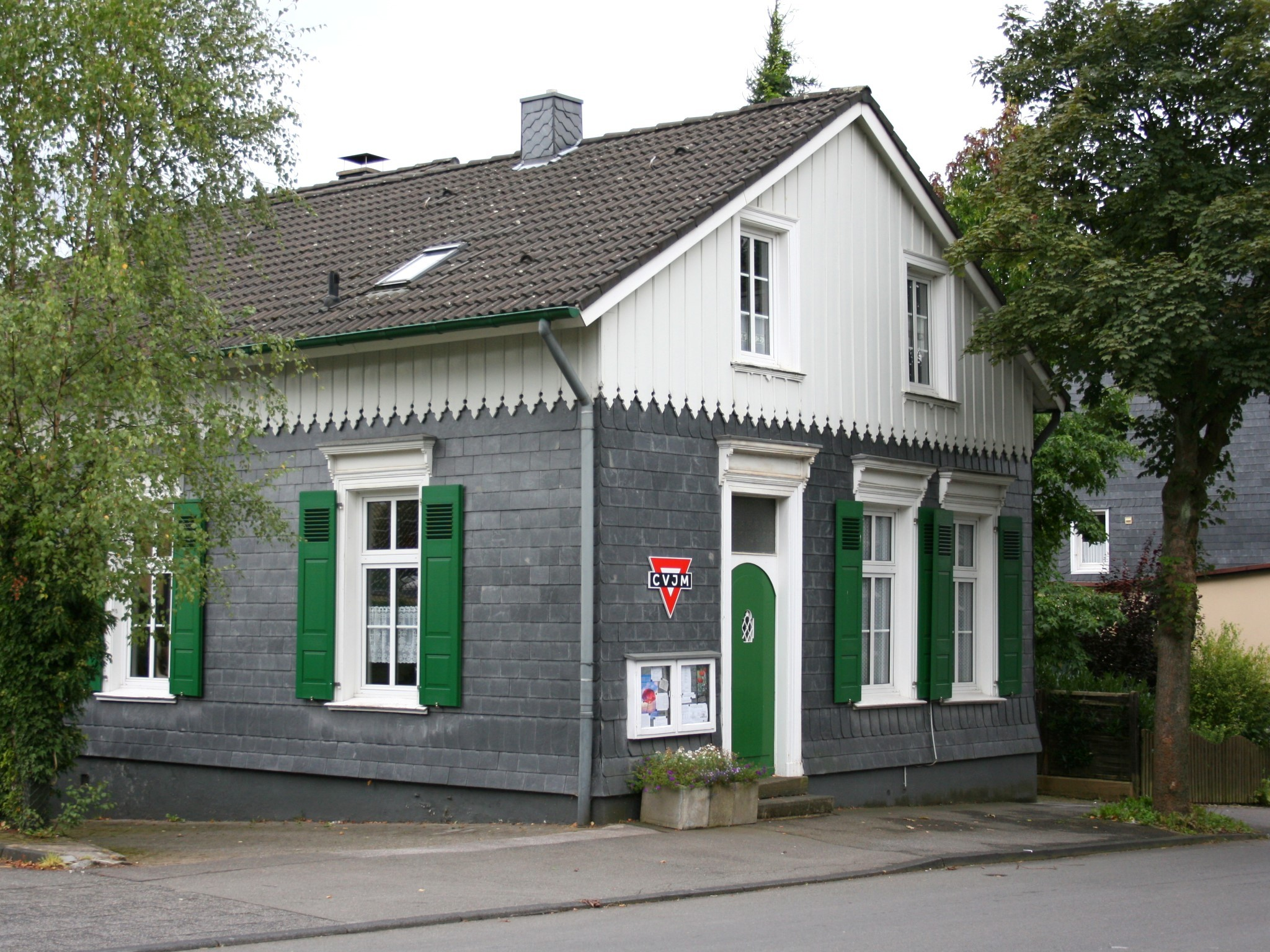
Das Waterhüsken

Das Waterhüsken ist ein denkmalgeschütztes Gebäude im Wuppertaler Stadtteil Ronsdorf in Nordrhein-Westfalen.

## Lage und Beschreibung
Es befindet sich in der Kniprodestraße 10 im Wohnquartier Ronsdorf-Mitte/Nord in der Nähe der Reformierten Kirche Ronsdorfs.
Der anderthalbgeschossige Bau ist ein verschiefertes Fachwerkhaus aus dem Jahr 1873 mit Zierbrettern im Bereich des Dachgeschosses und verzierten hölzernen Simsen über der Tür und den Fenstern. Zur Erweiterung der Räumlichkeiten wurde vor etlichen Jahren ein Anbau hinzugefügt.

## Nutzung

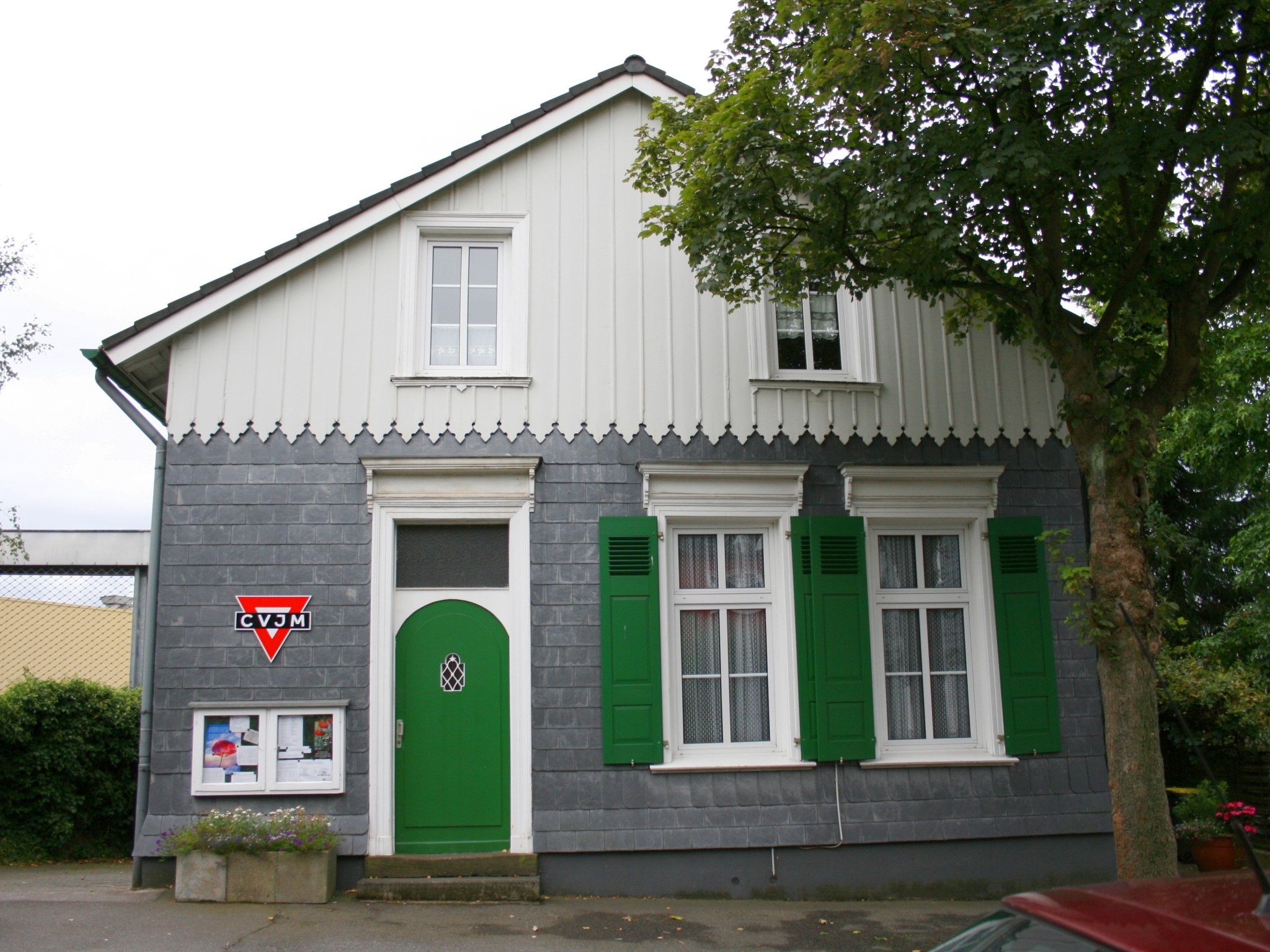
Das Waterhüsken

Das Haus war Versammlungsort des 1842 gegründeten evangelischen Jünglingsvereins und ist heute ein CVJM-Heim. Hieraus erklärt sich auch die volkstümliche Bezeichnung Waterhüsken (die Übersetzung aus dem Plattdeutschen ist Wasserhaus, da es hier keine alkoholischen Getränke gab).

## Denkmalschutz
Da das Gebäude mit der benachbarten Reformierten Kirche mit Kirchplatz und der alten Schwengelpumpe, dem Pastorat, der Reformierten Schule mit dem Schulhof, dem ehemaligen Gemeindehaus und einigen umliegenden Wohnhäusern wie dem Gebäude Kniprodestraße 6 ein historisches Ensemble bildet und die Luftangriffe auf Wuppertal unbeschädigt überstanden hat, wurde es am 30. März 1984 unter Denkmalschutz gestellt.